# Miranda (Itália)
Miranda é uma comuna italiana da região do Molise, província de Isérnia, com cerca de 1.080 habitantes. Estende-se por uma área de 22 km², tendo uma densidade populacional de 49 hab/km². Faz fronteira com Carovilli, Isernia, Pesche, Pescolanciano, Roccasicura, Sessano del Molise.

## Demografia
| Variação demográfica do município entre 1861 e 2011                               |
|                                                                                   |
| Fonte: Istituto Nazionale di Statistica (ISTAT) - Elaboração gráfica da Wikipedia |